# Rolf Feltscher
Rolf Günther Feltscher Martínez, född 6 oktober 1990 i Bülach i Schweiz, är en venezuelansk-schweizisk fotbollsspelare. Han spelar för Duisburg och Venezuelas landslag.

## Karriär

### Klubbkarriär
Efter ett genombrott med Grasshoppers i Schweiziska superligan flyttade Feltscher till Parma.
Han har senare även spelat klubblagsfotboll i Tyskland, Spanien och USA.

### Landslagskarriär
Feltscher representerar Venezuelas landslag, en möjlighet han har då hans mor har venezuelanskt medborgarskap.

## Personligt
Feltschers bror Frank är även han professionell fotbollsspelare. Rolf Feltscher är ett fan av Michael Jackson.